# Lembitu

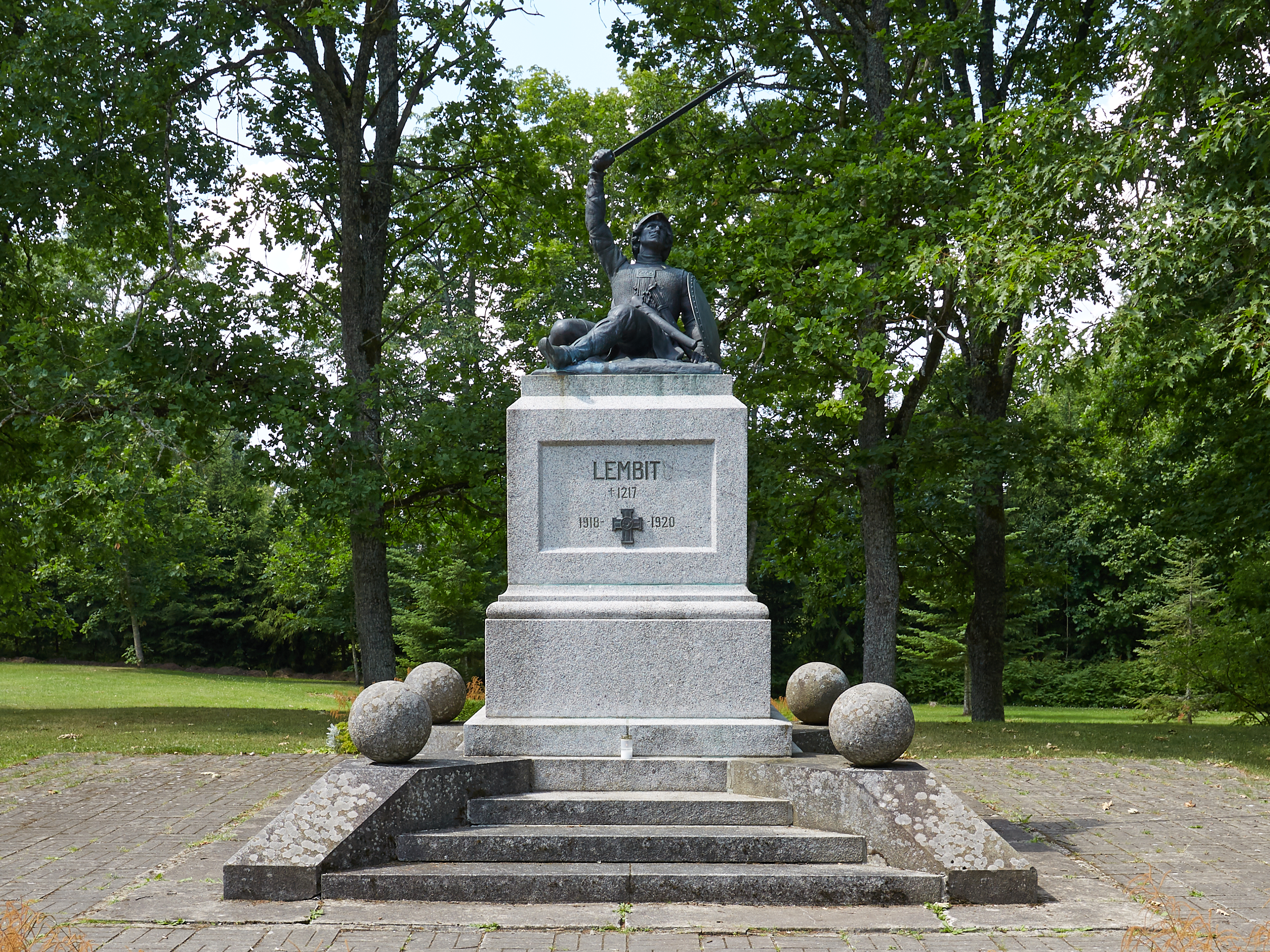
Lembit avbildad på minnesmärke i Suure-Jaani

Lembitu, död 21 september 1217, var en estnisk folkledare.  Han tillhör de få historiskt bekräftade personer ur Estlands förkristna historia. 
Lembitu var en ålderman i Sakala landskap och ledde på 1210-talet det estniska folket, 6 000 man, i kamp mot Svärdsriddarorden. Esterna besegrades i slaget på Sankt Mattias-dagen, och Lembitu tillfångatogs. 
Lemminkäinen har samma språkliga rot som Lembitu.